# 1951 en Italie
Chronologie de l'Italie
- 1947
- 1948
- 1949
- 1950
- 1951
- 1952
- 1953
- 1954
- 1955

## Événements
- 11 janvier : entrée en vigueur de la réforme Vanoni, du nom de son promoteur, le ministre des Finances Ezio Vanoni. La nouvelle loi réforme le système fiscal italien et introduit l'obligation de présenter une déclaration fiscale annuelle[1].
- 17-19 janvier : visite du général Eisenhower à Rome dans le cadre des accords sur le réarmement de l'Europe[2]. De graves incidents éclatent lors de manifestations de l'opposition, violemment réprimées par la police. Quatre manifestants sont tués, un à Comacchio dans la Province de Ferrare, deux à Adrano et un à Piana degli Albanesi en Sicile[3].
- Janvier-février : « terrible hiver ». Une série de 649 avalanches provoque la mort de plus de 265 personnes dans les Alpes, en Autriche, en Suisse et en Italie[4].
- 14 février-7 mars : débat sur la loi sur le réarmement militaire, approuvée par un vote ouvert du Parlement malgré une forte opposition[5].
- 21 février : fin du procès en cour d'assises à Venise de trente-deux membres de la Volante Rossa, une organisation antifasciste paramilitaire issue des Brigades Garibaldi. Quatre prévenus sont condamnés à la prison à vie.
- 5 avril : à la suite de la démission de quelques ministres sociaux-démocrates, Alcide De Gasperi remanie son gouvernement[6].

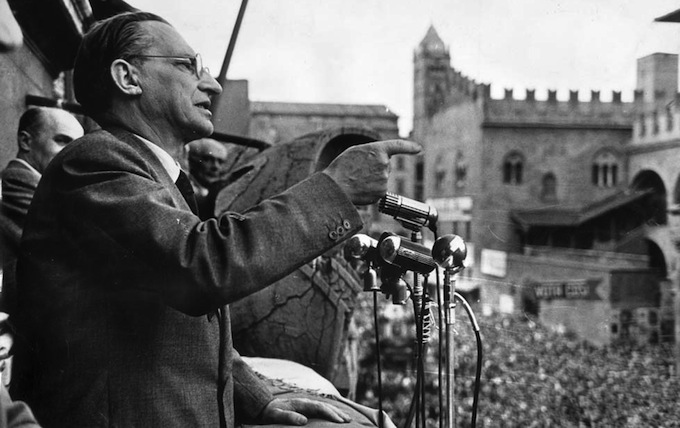
Alcide De Gasperi à Bologne le
1er juin 1951.

- 26 juillet : démission du ministre du Budget et du Trésor. De Gasperi forme son septième gouvernement avec la participation des républicains[7].
- 16 septembre : inauguration du Ponte Coperto à Pavie[8].
- 24-25 septembre : voyage officiel de De Gasperi aux États-Unis[9].
- 31 octobre : le tribunal militaire de Bologne condamne le major Walter Reder à la réclusion à perpétuité pour le massacre de Marzabotto[10].
- 4 novembre : recensement. 47 515 537 habitants en Italie. 12,9 % sont analphabètes[11].

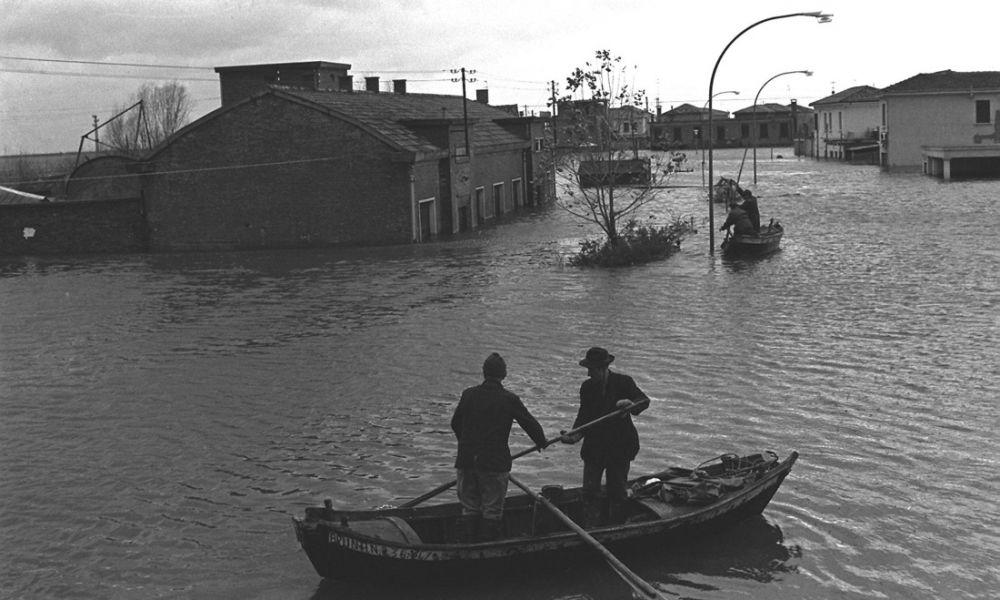
Inondation du Polésine. Montée des eaux du Pô.

- 14 novembre : inondation du Polesine ; la crue du Pô fait une centaine de victimes ; 180 000 personnes son évacuées, principalement dans la province de Rovigo[12].

## Culture
- 29-31 janvier : première édition du festival de Sanremo ; Nilla Pizzi est la première lauréate avec la chanson Grazie dei Fior[13].

### Cinéma
- Box-office Italie 1951
- 6e cérémonie des Rubans d'argent

#### Films italiens sortis en 1951
- 8 mars : Persiane chiuse (Les Volets clos), film de Luigi Comencini
- 27 décembre : Bellissima, film de Luchino Visconti

#### Mostra de Venise
- Lion d'or : Rashômon d'Akira Kurosawa
- Coupe Volpi pour la meilleure interprétation masculine : Jean Gabin pour La nuit est mon royaume de Georges Lacombe
- Coupe Volpi pour la meilleure interprétation féminine : Vivien Leigh pour Un tramway nommé désir (A Streetcar Named Desire) d'Elia Kazan

### Littérature

#### Livres parus en 1951
- x

#### Prix et récompenses
- Prix Strega : Corrado Alvaro, Quasi una vita (Bompiani)
- Prix Bagutta : Indro Montanelli, Pantheon minore, (Longanesi)
- Prix Viareggio : Domenico Rea, Gesù fate luce

### Musique

#### Opéras créés en 1951
- 9 juin : L'anima del filosofo, opéra de Joseph Haydn, a sa première représentation scénique à Florence, avec Maria Callas, 160 ans après sa composition.
- 11 septembre : The Rake's Progress, opéra d’Igor Stravinsky, créé à Venise.

## Naissances en 1951
- 21 février : Pino Arlacchi, sociologue et homme politique italien connu pour ses études et ses essais sur la mafia.
- 13 mars : Carlo Vanzina, réalisateur de cinéma. († 8 juillet 2018)
- 2 septembre : Enzo Fasano, homme politique. († 23 janvier 2022).
- 26 novembre : Elena Anna Staller dite la Cicciolina, actrice et femme politique italienne d'origine hongroise.

## Décès en 1951
- 13 janvier : Francesco Marchetti-Selvaggiani, 79 ans, cardinal. (° 1er octobre 1871)
- 24 janvier : Abelardo Olivier, 73 ans, escrimeur, double champion olympique (fleuret par équipe et épée par équipe) aux Jeux olympiques de 1920 à Anvers. (° 9 novembre 1877)
- 8 mai : Piero Puricelli, 68 ans, ingénieur et homme politique, à l'origine de la construction des premières autoroutes au monde. (° 4 avril 1883)
- 3 juin : élections régionales en Sicile.
- 9 juillet : Giannina Arangi-Lombardi, 60 ans, chanteuse lyrique (soprano). (° 20 juin 1891)
- 3 septembre : Enrico Valtorta, 68 ans, prélat italien, vicaire apostolique, puis évêque de Hong Kong. (° 14 mars 1883)
- 4 novembre : Ernesto Ambrosini, 57 ans, athlète, spécialiste du 3 000 mètres. (° 29 septembre 1894)
- 14 novembre : Ludovico Chigi Albani della Rovere, 85 ans, religieux, 76e grand maître de l'ordre souverain de Malte de 1931 à 1951. (° 10 juillet 1866)